# HD50420
HD50420 — хімічно пекулярна зоря спектрального класу
A9 й має  видиму зоряну величину в смузі V приблизно  6,1.
Вона  розташована на відстані близько 869,8 світлових років від Сонця.

## Фізичні характеристики
Зоря HD50420 обертається 
порівняно повільно 
навколо своєї осі. Проєкція її екваторіальної швидкості на промінь зору становить  Vsin(i)= 36км/сек.